# Paalrot
Paalrot is een benaming voor een schimmelaantasting door droogstand van houten funderingen.
Palenpest daarentegen is niet hetzelfde als paalrot, maar een bacteriële aantasting van grenenhouten heipalen door een anaerobe pseudomonas-bacterie. Deze aantasting gaat ook onder water gewoon door en is dus niet afhankelijk van droogstand.
Houten funderingen zijn oorspronkelijk gebouwd op 10-50 cm onder de van nature laagst voorkomende grondwaterstand. Het hoogste punt van het funderingshout werd door de gemeenten vastgelegd in de bouwvergunning of proefheistaat ten opzichte van NAP. Door allerlei oorzaken is de laagste grondwaterstand dermate gedaald dat het bovenste deel van de houten fundering boven het grondwater uitsteekt, daardoor droog komt te staan en vervolgens wegrot. Oorzaken van te lage grondwaterstand zijn onder andere lekke drainerende riolen, te laag afgestelde drainages, bronbemaling, verlaging van oppervlaktewater en grondwateronttrekking.
Door het wegrotten van het bovenste deel van het funderingshout gaat het erop staande bouwdeel zakken. Ramen en deuren gaan klemmen, er ontstaan scheuren, er treedt scheefstand op, en als er geen herfundering plaatsvindt gedeeltelijke of gehele ineenstorting.